# Вардарски рид
Вардарският рид (на македонска литературна норма: Вардарски Рид) е археологически обект от ранния античен период, намиращ се на територията на Северна Македония, край днешия град Гевгели. Обектът е известен в региона и като Гевгелийски рид. Археологическите разкопки разкриват архитектурен план, включващ монументална стоа, акропол и други части от селище. Вардарският рид днес се използва и като място за пикник. Части от находките са изложени в общинския музей в Гевгели.

## География
Вардарският рид се намира в централната част на Долновардарската котловина. Разположен е на доминиращо стратегическо положение над Гевгелийската равнина, Гевгели и река Вардар. Река Вардар огражда северната и източната граница на древния град. На запад и юг от Вардарския рид се простират низините на Гевгелийската равнина. Мястото се състои от два хълма, свързани с плитко седловидно било, като единият хълм е по-висок и по-стръмен, а другият е по-нисък.

## Разкопки
Системните проучвания на Вардарския рид започват в 1995 година. Kъм 2004 година разкопките продължават под ръководството на Драги Митревски.
Проучванията през първите години са извършени в рамките на съвместния проект на Музея на Македония в Скопие и Тексаската фондация за археологически изследвания от Хюстън. Проучванията са съсредоточени в два сектора – сектор „Южна тераса“ и сектор „Акропол“. От 1998 до 2000 година изследванията продължават в същите сектори, но в рамките на нов изследователски проект вкъм Философския факултет на Скопския университет и Музея на Македония в Скопие. От 2001 година проучванията са съсредоточени в нов пункт – в сектор „Източна тераса”. Изследванията в този сектор се налагат от т.нар. защитни археологически разкопки, извършени в 1999 година, които позволяват прорязването на цялата североизточна периферия на находището заради строителството на новата магистрала за Гърция.

## Находки
Дългогодишните систематични разкопки разкриват многопластова стратиграфия с шест разграничими селища, дефинирани от общо 16 културни пласта. Най-старите останки са от периода на новокаменната екопа. Според изследванията обаче непрекъснат живот е потвърден чак от късната бронзова епоха до първите два века на римско господство в региона. Първоначалното селище от късната бронзова епоха е било на по-високия хълм, но от желязната епоха нататък селището се разширява на изток, към по-ниския хълм. По-късно се развиват и класическите и елинистическите градове в същата област.
Според Виктория Соколовска Гортиния е археологическият обект Вардарски рид. Други учени подкрепят тази възможност.